# Magyar Hírlap
Magyar Hírlap (ungarisch für Ungarisches Journal) ist eine kleine konservative Tageszeitung in Ungarn, die sich im Besitz des rechtskonservativen Unternehmers Gábor Széles befindet. Die Zeitung erscheint sechsmal pro Woche mit einer Auflage von 25.000 Exemplaren.
1990 betrug die Auflage noch 100.000 Exemplare, damit befand sich die Zeitung in Ungarn an vierter Stelle. In jenem Jahr war eine Investorengruppe um Robert Maxwell mit 40 Prozent Beteiligung in die Zeitung eingestiegen.

## Geschichte
Magyar Hírlap, zu kommunistischen Zeiten Regierungszeitung, galt in den 1990er Jahren als Sprachrohr der Linksliberalen, ging aber 2005 pleite. Um sie vor dem totalen Verschwinden zu retten, übernahm der konservative Multimillionär Gábor Széles die Zeitung. Die Zeitung versteht sich heute als viel kritischer gegenüber dem Linksliberalismus als die andere konservative Tageszeitung, die Magyar Nemzet. Magyar Hírlap gehört einem konservativen Medienkonzern, der mit Echo Tv auch einen Fernsehsender besitzt.
Seit Anfang 2009 erscheint die Zeitung mit einem ganz bunten Layout und versucht, sich als ungarisches Pendant von Zeitungen wie der französischen France Soir oder dem österreichischen Kurier zu positionieren: Daher charakterisiert eine Themenmischung von Politik und Boulevard das Blatt.

## Redaktion
- Chefredakteurin: Krisztina Szigeti
- Verantwortliche Geschäftsführer: Ferenc Brém-Nagy, Krisztina Kochan, Zsolt Sütő-Nagy
- Herausgeber: Klára Mihájlovits, Andrea Józó, Ferenc Schubauer, Róbert Szita, Dániel Balog[3]

## Politische Richtung und Autoren
Magyar Hírlap vertritt eine antiglobalistische, nationalistische Position sowohl in der Außen-, als auch in der Innenpolitik. Eine gewisse Vielfalt prägt die Kommentare der Zeitung, da nicht nur moderate Konservative und Rechtsliberale, sondern auch Globalisierungskritiker sowie rechtsextreme Intellektuelle zu Wort kommen. Zu ihren wichtigsten Autoren zählen der globalisierungskritische Ökonom László Bogár, der nationalkonservative Literaturhistoriker Zoltán Bíró, der Metaphysiker Attila Végh, die junge Dichterin Orsolya Péntek, der neurechte Essayist Zsolt Bayer, der langjährige Publizist Balázs Várkonyi, der rechtsliberale Politologe Tamás Fricz, der liberale Literaturprofessor Csaba Gy. Kiss und der jungliberale Publizist Gellért Rajcsányi.